# Campo Mourão
Campo Mourão (offiziell Município de Campo Mourão) ist eine Stadt im brasilianischen Bundesstaat Paraná. Sie hatte im Volkszählungsjahr 2010 87.194 Einwohner, diese Campo-Mourenser wurden zum 1. Juli 2019 auf 94.859 Einwohner geschätzt, die auf einer Gemeindefläche von rund 749,6 km² leben. Die Bevölkerung konzentriert sich zu rund 95 % auf den urbanen Kern, rechnerisch beträgt die Bevölkerungsdichte 116 Personen pro km², sie steht an 21. Stelle der bevölkerungsreichsten Munizipien des Bundesstaates.
Sie liegt auf eine Höhe von 630 Meter über Meeresspiegel. Die Entfernung zur Hauptstadt Curitiba beträgt rund 460 km.

## Geographie
Umliegende Gemeinden sind Peabiru, Barbosa Ferraz, Luiziana, Corumbataí do Sul, Farol, Mamborê und Araruna.
Das vorherrschende Biom ist Mata Atlântica, der Boden ist fruchtbar durch Terra Roxa. Sie liegt auf dem basaltischen Terceiro Planalto Paranaense (Dritte paranaische Hochebene), auch bekannt als Planalto de Guarapuava. Sie hat Flächenanteil am Staatspark Parque Estadual Lago Azul.

### Gewässer
Die Gemeinde liegt im Becken des Rio Ivaí und gehört zum Einzugsgebiet des Rio Paraná. Ihr wichtigster Fluss ist der Rio Mourão, der die Gemeinde in südnördlicher Richtung durchfließt. Sie hat Anteil am Stausee Represa Mourão mit einem Wasserkraftwerk von 8 MW. Entlang der östlichen Munizipgrenze zu Corumbataí do Sul fließt der Rio Arurão in Richtung Nordosten zum Rio Ivaí.

### Klima
Die Stadt hat tropisches gemäßigtes Klima, Cfa nach der Klimaklassifikation nach Köppen und Geiger. Die Durchschnittstemperatur ist 19,9 °C. Die durchschnittliche Niederschlagsmenge liegt bei 1570 mm im Jahr.

## Geschichte
Zeitliche Abfolge der Zugehörigkeiten bis zur Selbständigkeit, die Entdeckung folgt von der Küste aus in das Hinterland, wo die großen Weiten von tropeiros erkundet worden waren: Paranaguá, entstanden durch königliche Charta vom 29. Juli 1648, daraus entstand Curitiba am 29. März 1693, aus Curitiba wurde Castro (Paraná) am 24. September 1788 ausgegliedert, aus Castro entstand am 17. Juli 1852 Guarapuava, aus Guarapuava entstand am 30. Dezember 1943 Pitanga (Paraná) und aus Pitanga wurde am 10. Oktober 1947 Campo Mourão ausgegliedert, die eigentliche Unabhängigkeit erfolgte am 5. Dezember 1947, was als Gründungsdatum im Stadtwappen steht.

## Kommunalverwaltung
Die Exekutive liegt bei dem Stadtpräfekten (Bürgermeister). Bei der Kommunalwahl 2016 wurde Tauillo Tezelli von dem Partido Popular Socialista (PPS) zum Stadtpräfekten für die Amtszeit von 2017 bis 2020 gewählt. Tezelli war bereits von 1997 bis 2005 Bürgermeister gewesen.
Die Legislative liegt bei einem gewählten 13-köpfigen Stadtrat, den vereadores der Câmara Municipal.
Das Munizip gliedert sich in zwei Distrikte, den Distrito de Campo Mourão (Munizipalsitz) und den Distrito de Piquirivaí, die Stadt in zahlreiche benanntebairros unterteilt.

### Liste der Stadtpräfekten
| Nr. | Name                         | von bis     |
| 1   | José Antônio dos Santos      | in 1947     |
| 2   | Pedro Viriato de Souza Filho | 1947 – 1950 |
| 3   | Devete de Paula Xavier       | 1950        |
| 4   | Joaquim Teodoro de Oliveira  | 1951        |
| 5   | Daniel Portela               | 1951 – 1955 |
| 6   | Roberto Brzezinski           | 1955 – 1959 |
| 7   | Paulo Vinicius Fortes        | 1959        |
| 8   | Antônio Teodoro de Oliveira  | 1959 – 1963 |
| 9   | Milton Luiz Pereira          | 1963 – 1967 |
| 10  | Rosalino Mansuetto Salvadori | 1967 – 1968 |
| 11  | Augustinho Vecchi            | 1968 – 1969 |
| 12  | Horácio Amaral               | 1969 – 1973 |
| 13  | Renato Fernandes Silva       | 1973 – 1977 |
| 14  | Augustinho Vecchi            | 1977 – 1983 |
| 15  | José Pochapski               | 1983 – 1989 |
| 16  | Augustinho Vecchi            | 1989 – 1993 |
| 17  | Rubens Bueno                 | 1993 – 1997 |
| 18  | Tauillo Tezelli              | 1997 – 2005 |
| 19  | Nelson Jose Tureck           | 2005 – 2012 |
| 20  | Regina Dubay                 | 2013 – 2016 |
| 21  | Tauillo Tezelli              | 2017 – 2020 |

## Bevölkerungsentwicklung
Seit 1950 entstanden aus dem Gebiet von Campo Mourão neun weitere selbständige Städte.
| Jahr | Einwohner | Stadt  | Land    |
| --- | --------- | ------ | ------- |
| 1950 | 32.948    | 836    | 32.112  |
| 1960* | 141.157   | 19.489 | 121.668 |
| 1970 | 77.118    | 27.911 | 49.207  |
| 1980 | 75.423    | 49.339 | 26.084  |
| 1991 | 82.318    | 72.335 | 9.983   |
| 2000 | 80.476    | 74.754 | 5.722   |
| 2010 | 87.287    | 82.757 | 4.530   |
| 2019 | 94.859    | ?      | ?       |
| Hier fehlt eine Grafik, die leider im Moment aus technischen Gründen nicht angezeigt werden kann. Wir arbeiten daran! |           |        |         |

Quelle: IBGE (2011) – Anm. *: Gebietsreformen

## Ethnische Zusammensetzung
Ethnische Gruppen nach der statistischen Einteilung des IBGE (Stand 2000 mit 80.476, Stand 2010 mit 87.287 Einwohnern):
| Gruppe      | Anteil 2000 | Anteil 2010 | Anmerkung                        |
| ----------- | ----------- | ----------- | -------------------------------- |
| Brancos     | 60.736      | ▼ 57.513    | Weiße, Nachfahren von Europäern  |
| Pardos      | 16.685      | ▲ 25.317    | Mischrassige, Mulatten, Mestizen |
| Pretos      | 1.945       | ▲ 3.000     | Schwarze                         |
| Amarelos    | 761         | ▲ 1.175     | Asiaten                          |
| Indígenas   | 222         | ▼ 189       | indigene Bevölkerung             |
| ohne Angabe | 128         | –           |                                  |

## Analphabetenquote
Campo Mourão hatte 1991 eine Analphabetenquote von 21 % (inklusive nicht abgeschlossener Grundschulbildung), die sich bei der Volkszählung 2010 bereits auf 9,2 % reduziert hatte. Rund 22 % der Bevölkerung waren 2010 Kinder und Jugendliche bis 15 Jahre.

## Durchschnittseinkommen und Lebensstandard
Das monatliche Durchschnittseinkommen betrug 2017 den Faktor 2,5 des brasilianischen Mindestlohns (Salário mínimo) von R$ 880,00 (Einkommen umgerechnet für 2019: rund 498 € monatlich). Der Index der menschlichen Entwicklung (HDI) ist mit 0,757 für 2010 als hoch eingestuft.
2017 waren 29.777 Personen oder 31,6 % der Bevölkerung als fest im Arbeitsverhältnis stehend gemeldet, 29,9 % der Bevölkerung hatten 2010 ein Einkommen von der Hälfte des Minimallohns.
Das Bruttosozialprodukt pro Kopf betrug 2016 36.001,60 R$, das Bruttosozialprodukt der Gemeinde belief sich 2016 auf 3.367.841,53 × Tsd. R$. Damit stand Campo Mourão an 18. Stelle der Wirtschaftskraft der 399 Munizipien des Bundesstaates und an 260. Stelle der 5570 Munizipien Brasiliens.

## Verkehrsanbindung
| Straßenverbindungen |                                                                                     |
| BR-487              | Campo Mourão – Naviraí (MS) – Cruzeiro do Oeste (Boiadeira) – Guarapuava – Curitiba |
| BR-158              | Campo Mourão – Peabiru – Roncadur                                                   |
| BR-558              | Campo Mourão – Araruna                                                              |
| BR-369              | Campo Mourão – Cascavel                                                             |
| BR-272              | Campo Mourão – Goioerê                                                              |

Die Stadt verfügt über den Flughafen Campo Mourão (Aeroporto de Campo Mourão – Coronel Geraldo Guia de Aquino), IATA: CBW, ICAO: SSKM, der seit 2019 in ein neues Regionalflugnetzprogramm der Landesregierung Paraná eingebunden ist.